# یان شویتکوفسکی
یان شویتکوفسکی (انگلیسی: Jan Świtkowski؛ زادهٔ ۲۳ ژانویهٔ ۱۹۹۴) یک شناگر اهل لهستان است.
از افتخارات وی میتوان به کسب مدال برنز ۲۰۰ متر پروانه در مسابقات جهانی ورزش‌های آبی ۲۰۱۵ اشاره کرد.